# Flughafen Nassau Lynden Pindling

i7
i11
i13
Der Lynden Pindling International Airport (IATA-Code: NAS, ICAO-Code: MYNN) ist der internationale Flughafen von Nassau auf den Bahamas. Er ist gleichzeitig die Basis der Bahamasair. Angeflogen wird er derzeit von verschiedenen Fluggesellschaften aus Nord- und Mittelamerika und aus England.
Bis 2006 hieß der Flughafen Nassau International Airport; dann wurde er zu Ehren von Lynden Pindling, dem ersten Premierminister der Bahamas nach der 1973 errungenen Unabhängigkeit, umbenannt.

## Zwischenfälle
- Am 2. April 1969 stürzte eine Curtiss C-46F-1-CU Commando der US-amerikanischen Firma Islands of the Bahamas Inc. (Luftfahrzeugkennzeichen N3914) 3 Kilometer nordwestlich des Flughafens Nassau ins Meer. Es wird angenommen, dass an Bord ein Brand ausgebrochen war. Beide Piloten, die einzigen Insassen auf dem Frachtflug, kamen ums Leben.[4]

- Am 18. Oktober 2019 landete eine Douglas DC-3C der Fluggesellschaft Atlantic Air Cargo (N437GB) auf dem Weg vom Flughafen Opa-locka (Florida) beim Landeanflug auf den Flughafen Nassau 4 Kilometer davor im Wasser und versank. Die beiden Piloten des Frachtfluges überlebten das Missgeschick mit dem 65 Jahre alten Flugzeug.[5]